# ژان-باتیست میمیاگ
ژان-باتیست میمیاگ (فرانسوی: Jean-Baptiste Mimiague‎; ۳ فوریهٔ ۱۸۷۱ – ۶ اوت ۱۹۲۹) شمشیرباز اهل فرانسه بود.